# Джежево
Джежево (пол. Drzeżewo, нім. Dresow) — село в Польщі, у гміні Ґлувчиці Слупського повіту Поморського воєводства.
Населення — 165 осіб (2011).
У 1975-1998 роках село належало до Слупського воєводства.

## Демографія
Демографічна структура станом на 31 березня 2011 року:
|          | Загалом | Допрацездатний вік | Працездатний вік | Постпрацездатний вік |
| -------- | ------- | ------------------ | ---------------- | -------------------- |
| Чоловіки | 83      | 22                 | 57               | 4                    |
| Жінки    | 82      | 21                 | 47               | 14                   |
| Разом    | 165     | 43                 | 104              | 18                   |